# CERIA/COOVI
CERIA/COOVI – stacja metra w Brukseli, na linii 5. Zlokalizowana jest pomiędzy stacjami Eddy Merckx i La Roue/Het Rad. Została otwarta 15 września 2003.